# Le Tombeau d'Alexandre
Pour les articles homonymes, voir Tombeau d'Alexandre.
Pour plus de détails, voir Fiche technique et Distribution.
Le Tombeau d'Alexandre est un documentaire français réalisé par Chris Marker en 1992.

## Synopsis
Ce film raconte l'histoire du metteur en scène et réalisateur russe Alexandre Medvedkine (1900-1989), qui fut pendant toute sa vie, un  communiste convaincu  et dont les films ont à plusieurs reprises été interdits dans son pays. 
Il a dix-sept ans quand éclate l'insurrection d'octobre 1917, et vingt ans lors de la guerre civile. Il traverse les procès staliniens et son film Le Bonheur est attaqué pour « boukharisme ». Dans ce documentaire, des étudiants du cinéma expriment leur admiration après avoir vu le film Le Bonheur pour la première fois, et plusieurs de ses contemporains donnent leur avis sur sa vie et son travail.

## Fiche technique
- Titre : Le Tombeau d'Alexandre
- Réalisation : Chris Marker
- Scénario : Chris Marker
- Photographie : Chris Marker
- Montage : Chris Marker
- Production : Michael Kustow
- Société de production : Les Films de l'Astrophore et La Sept
- Pays :  France et  Finlande
- Genre : documentaire
- Durée : 120 minutes
- Dates de sortie : 
  -  France : 1992[1]